# Frank Júlia
Frank Júlia (Budapest, 1946. február 15. – 2022. október 17.) magyar gasztronómiai író, gasztronómus, újságíró. A Hölgyvilág rovatvezetője is volt.

## Életpályája
1971–1986 között a Tömegkommunikációs Kutatóközpont és a Jel-Kép című lap munkatársa volt. 1975–1979 között a Marxizmus-Leninizmus Esti Egyetemen szociológiát és esztétikát tanult. 1979–1989 között a Magyar Konyha újságírója volt. 1982-től 65 szakácskönyvet publikált több mint 3.000.000. példányban. 1991–1995 között a Nők Lapja munkatársa volt. 1996–1998 között a Magyar Hírlap Ízvilág című mellékletének főszerkesztője volt. 1998–2002 között a Népszabadság Ízözön mellékletének főszerkesztőjeként dolgozott. 2004–2012 között a MÚOSZ Turisztikai és Gasztronómiai Szakosztályának vezetője volt.
Rádiós és televíziós műsorokban is gyakran szerepelt.

## Könyvei
- Disznótorban (1983)
- Szárnyasparádé (1986, 1990, 1995, 1999)
- Savanyú (1987)
- Gépek a konyhában (1989-1991, 2002)
- Desszerteskönyv cukorbetegeknek és fogyókúrázóknak (1989, 2001)
- Fagyasztható finom falatok (1989)
- Olcsó húsnak sem híg a leve (1989)
- Édes (1989)
- Disznóságok könyve (1989)
- A családi asztal körül (1989)
- Sütemények (1990)
- Semmiből valamit! (1990)
- Gyermekek szakácskönyve (1990)
- Finom ízek olcsón (1990-1991)
- Krumpliskönyv (1990-1991, 1993, 1996, 1999)
- Spanyol konyha magyar módra (1990)
- Ötletfazék (1990)
- Vendégségben (1991)
- Házi befőzés (1991-1995, 1998)
- A Te szakácskönyved (1991, 1996)
- "Pehelykönnyű" ételek (1991)
- Nagy fagylaltoskönyv (1991)
- A hűtés és fagyasztás ábécéje (1992)
- Édes és sós főtt tészták (1992, 1997)
- Édességek (1992-1993)
- Zöldséges ételek (1992, 1994)
- Saláták és előételek (1992, 1994)
- Hagymáskönyv avagy "... a hagymához is hagymát!" (1992)
- Ötletbazár (1992)
- Sütés-főzés mikrohullámon (1993-1994, 1996-1997)
- Vadételek (1993-1994)
- Süssünk, süssünk valamit! (1993)
- Halak, rákok és a tenger gyümölcsei (1993)
- Hurka, kolbász és egyéb "disznóságok" (1994)
- Desszertek (1994)
- A Nők lapja szakácskönyve (1994)
- Ízesen, ropogósan, egészségesen (1994)
- Sörfalatok, borkorcsolyák (1994)
- Rézi néni szakácskönyve (1996)
- Ázsia konyhája (1996)
- Vegeta szakácskönyv (1998)
- Jégkrémcsodák (1998)
- Éléstár (1998)
- Szárnyasok (1998)
- Ízözön (1998)
- Ízözön szakácskönyv (1999, 2002)
- Frank Júlia új magyar konyhája (2000)
- Sörszakácskönyv (2001)
- Frank Júlia nagy szakácskönyve kezdőknek, haladóknak és szakácsművészeknek (2001-2002)
- Ínyencek szakácskönyve (2002)
- Férj fakanállal (2002)
- Minden napra egy menü (2003)
- Ünnepi csemegék (2003)
- Sütő-főző mikrohullám (2004)
- Magyar parasztkonyha (2005, 2007)
- Óriás szakácskönyv kezdőknek és haladóknak (2005-2006, 2011-2012, 2014)
- Ízek világa (2006-2008)
- Európa konyhája (2006)
- Könnyed magyar konyha (2006)
- Gyerekzsúr (2006)
- Modern konyha (2006-2008)
- Ünnepi asztal (2007)
- Frank Júlia konyhája (2008)
- Zöldséges ételek nem csak vegetáriánusoknak (2008)
- Svédasztal magyarosan (2008)
- Gyümölcsös nyalánkságok (2008)
- Saláták és salátamártások (2008)
- Nem kell mindi libamáj (2008)
- Sajtos és gombás ételek (2008)
- Szárnyasételek csirkéből, pulykából, kacsából és libából (2008)
- Édes és sós sütemények (2009)
- Halból és vadhúsból készült ételek (2009)
- Húsételek sertésből, marhából, birkából és nyúlból (2009)
- Levesek (2009)
- Tészták sütve, főzve (2009)
- Befőzés (2009)
- Grillparti (2010)
- Pizzaparti (2010)
- Ínyenckonyha cukorbetegeknek és fogyókúrázóknak (2010, 2012, 2014)
- Palacsintaparti (2010)
- Lángosparti (2010)
- A legfinomabb szárnyasételek (2011-2013)
- A legfinomabb köretek és főzelékek (2011-2012)
- A legfinomabb sörös-boros receptek (2011, 2013)
- A legfinomabb gyümölcsös ételek (2011, 2013)
- A legfinomabb egytálételek (2011-2013)
- A legfinomabb csokoládés édességek és muffinok (2011-2012)
- A legfinomabb káposztás ételek (2011, 2013)
- A legfinomabb ételek cukorbetegeknek (2011-2012)
- A legfinomabb palacsinták (2011-2012)
- A legfinomabb halételek (2011-2012)
- A legfinomabb vendégváró falatkák (2011-2012)
- A legfinomabb főtt tészták (2011-2012)
- A legfinomabb ételek sertéshúsból (2011-2012)
- A legfinomabb sütik (2011, 2013)
- A legfinomabb nemzetközi fogások (2011-2012)
- A legfinomabb saláták (2011, 2013)
- A legfinomabb burgonyás ételek (2011-2012)
- A legfinomabb vegetáriánus ételek (2011-2012)
- A legfinomabb fogyókúrás ételek (2011-2013)
- A legfinomabb befőttek és lekvárok (2011-2012)
- A legfinomabb levesek (2011-2012)
- A legfinomabb olcsó ételek (2011-2013)
- A legfinomabb magyaros ételek (2011-2013)
- A legfinomabb zöldséges ételek (2011, 2013)
- A legfinomabb ünnepi ételek (2011-2012)
- A legfinomabb sajt- és tojásételek (2012-2013)
- A legfinomabb tepsis ételek (2012-2013)
- A legfinomabb egészséges ételek (2012-2013)
- A legfinomabb kenyerek, péksütemények és kelt tészták (2012-2013)
- A legfinomabb bundázott ételek (2012-2013)
- Diétás sütemények lisztérzékenyeknek és cukorbetegeknek (2014)
- Az én kamrám (2015)
- Magos receptek (2015)
- Az életem ízei (2015)